# Distretto di Qubadlı
Il distretto di Qubadlı (in azero: Qubadlı rayon) è un distretto dell'Azerbaigian. Il suo capoluogo è Qubadlı. Il distretto ha fatto parte de facto del Nagorno-Karabakh dal 1993 al 2020.